# Crisis del Sputnik
La crisis del Sputnik es el nombre dado a la reacción estadounidense al éxito del programa soviético Sputnik. Fue un elemento clave durante la Guerra Fría que comenzó el 4 de octubre de 1957, cuando la Unión Soviética lanzó el Sputnik 1, que fue el primer satélite artificial de la Historia humana.
Los Estados Unidos se consideraban como potencia mundial en tecnología espacial y el desarrollo de misiles. Sin embargo, el lanzamiento del Sputnik I y el hecho de que uno de los dos primeros intentos de lanzamiento fracasase, sacudió la opinión pública estadounidense. Se produjo por consiguiente una crisis, llamada la "crisis del Sputnik", debido a la inminente amenaza de la Unión Soviética. El lanzamiento de Sputnik 1 generó una reacción de crisis en periódicos nacionales como el New York Times, que mencionaba el satélite en 279 artículos entre el 6 de octubre de 1957 y el 31 de octubre de 1957 (más de 11 artículos por día).
Durante la Guerra Fría, fue creciendo en Estados Unidos un sentimiento de temor sobre las posibilidades en intenciones de la Unión Soviética. Una vez que se demostró que la Unión Soviética estaba colocando satélites en órbita, dicha preocupación aumentó considerablemente, dado que la tecnología para colocar satélites en órbita permitía también la posibilidad de lanzar ojivas nucleares a distancias intercontinentales.
Este acontecimiento impulsó la Carrera espacial que condujo al lanzamiento del primer ser humano al espacio y al aterrizaje del primer hombre en la luna (1969) mediante el Programa Apolo.

## La respuesta de los Estados Unidos
La Crisis del Sputnik condujo a los Estados Unidos a una serie de medidas, principalmente iniciadas por el Departamento de Defensa:
- Cálculo de la órbita del Sputnik en los siguientes dos días (trabajo realizado por el departamento de Astronomía de la Universidad de Illinois en Urbana-Champaign en conjunción con Donald B. Gillies).[2]
- Incremento en esfuerzos del proyecto de la Marina llamado "Proyecto Vanguard"[3] para el lanzamiento de satélites estadounidenses para ser puestos en órbita terrestre. Recuperando el proyecto Explorer del ejército estadounidense para colocar un satélite en órbita el 31 de enero de 1958.[4]
- En febrero de 1958, la comunidad política y científica reconoció la necesidad de un Departamento de alto nivel para la organización y ejecución de proyectos de Investigación y Desarrollo por lo que se creó el ARPA "Advanced Research Projects Agency", que más tarde se convertiría en el DARPA "Defense Advanced Research Projects Agency".
- El 29 de julio de 1958, el presidente Eisenhower aprobó el "National Aeronautics and Space Act", creando la NASA.[5]
- Se iniciaron programas educativos para la consecución de una nueva generación de ingenieros.
- Incremento en las ayudas para la investigación científica.
- Creación del programa de misiles Polaris.
- El área de gestión de proyectos experimentó un gran avance para la gestión y organización de proyectos de alta complejidad. El concepto de gestión de proyectos y los modelos de estandarización de proyectos como el análisis PERT fueron inventados para el programa Polaris.
- Decisión del presidente John F. Kennedy de desarrollar 1000 misiles LGM-30 Minuteman.